# مرد بزرگ (مجموعه تلویزیونی)
مرد بزرگ (انگلیسی: Big Man; کره‌ای: 빅맨) یک مجموعه تلویزیونی کره جنوبی سال ۲۰۱۴ با بازی کانگ جی هوان، چوی دانیل، لی دا-هی و جونگ سو-مین است. این مجموعه از ۲۸ آوریل تا ۱۷ ژوئن ۲۰۱۴، روزهای دوشنبه و سه‌شنبه ساعت ۲۱:۵۵ (کی‌اس‌تی) از کی‌بی‌اس۲ برای ۱۶ قسمت پخش شد.

## بازیگران

### اصلی
- کانگ جی هوان در نقش کیم جی هیوک
  - لی ته وو در نقش جوانی جی هیوک[۲][۳][۴]
- چوی دانیل در نقش کانگ دونگ سوک
  - نام دا-روم در نقش جوانی دونگ سوک[۵][۶]
- لی دا-هی در نقش سو می را[۷][۸]
- جونگ سو مین در نقش کانگ جین آه[۹][۱۰]